# 阿部九洲男
阿部 九洲男（あべ くすお、1910年7月24日 - 1965年11月2日）は、日本の俳優である。初期の芸名は春見 堅太郎（はるみ けんたろう）など、本名は伊東 石太郎（いとう いしたろう）である。

## 人物・来歴
1910年（明治43年）7月24日、神奈川県横浜市寿町（現在の同県同市中区寿町）に「伊東石太郎」として生まれる。
満19歳を迎える1929年（昭和4年）、古海卓二監督の紹介で京都の市川右太衛門プロダクションに入社、「春見堅太郎」の芸名で、同年、城戸品郎監督の『髪』に出演、大貫三郎衛門役を演じる。市川右太衛門に師事する が、1931年（昭和6年）には関東に戻り、東京・巣鴨の河合映画製作社に移籍する。同年、村越章二郎監督の『清水の小政』に出演している。同年、芸名を「阿部九洲男」に改名し、京都に再び舞い戻って、東活映画社（東活）に入社した。同年の東活入社第1作は、金田繁監督の『閃影双刃録』で、古海卓二監督の『評判影法師』に主演し、人気を勝ち取る。同作で競演した女優の木下双葉とこのころ結婚している。
1932年（昭和7年）、阿部が月形龍之介と共演し、金田繁が大伴麟三と共同監督したサイレント映画『決戦荒神山』を最後に東活が解散となり、同作は新しく設立された宝塚キネマ興行が配給した。阿部は宝塚キネマに移籍した。東活、宝塚キネマを代表する剣戟俳優と言われるまでとなった。1933年（昭和8年）7月、宝塚キネマで賃金未払いが起き、これを契機に仁科熊彦・大伴麟三両監督による『風流やくざ節』前篇・後篇を最後に、妻の木下双葉とともに宝塚キネマを去り、東京に三度舞い戻り、巣鴨の河合映画の後身・大都映画に復帰した。大都では、師である市川右太衛門ばりの派手な雰囲気が評価され、海江田譲二、桂章太郎に比肩する人気を勝ち取り、杉山昌三九と並ぶ活躍をした。
1938年（昭和13年）8月30日、妻の木下双葉が病死、死別となった。その後、9歳年下の大都映画の女優・東龍子と再婚した。
1942年（昭和17年）2月、第二次世界大戦開戦による戦時統制で、大都映画は、日活の製作部門、新興キネマと合併し、大日本映画製作（のちの大映）となり、大都での阿部の最後の出演作は、佐伯幸三監督による近衛十四郎主演作『決戦般若坂』となった。同作は同年2月11日に公開され、阿部は、大映に継続入社した。大映入社第1作は、阪東妻三郎主演、牛原虚彦監督の『維新の曲』で、同年5月14日に映画配給社の配給、紅系で公開された。
戦後は、1945年（昭和20年）から、大映京都撮影所で丸根賛太郎監督の『狐の呉れた赤ん坊』等に出演した。1951年（昭和26年）には、宝プロダクションが製作した加藤泰監督の劇映画デビュー作『剣難女難 女心伝心の巻』、『剣難女難 剣光流星の巻』に出演している。新東宝、1956年（昭和31年）以降は東映京都撮影所作品に多く出演した。
1965年（昭和40年）11月2日、死去した。満55歳没。生涯に300作内外の映画に出演、生前に撮影していた作品が翌1966年（昭和41年）に3作も公開された。京都府京都市東山区下河原通八坂鳥居前下ル下河原町、高台寺に眠る。

## フィルモグラフィ
- 『髪』 : 監督城戸品郎、1929年
- 『清水の小政』 : 監督村越章二郎、1931年
- 『閃影双刃録』 : 監督金田繁、1931年
- 『評判影法師』 : 監督古海卓二、1931年
- 『決戦荒神山』 : 監督金田繁・大伴麟三、1932年
- 『乱刃筑波颪』 : 監督大伴麟三、1933年
- 『風流やくざ節』前篇 : 監督仁科熊彦・大伴麟三、1933年
- 『風流やくざ節』後篇 : 監督仁科熊彦、1933年
- 『放浪旗本仁義』 : 監督大伴麟三、1933年
- 『水戸浪士』 : 監督石山稔、1937年
- 『石川五右衛門』 : 監督石山稔、1937年
- 『忠臣蔵』 : 監督白井戦太郎、1937年
- 『柘榴一角』 : 監督白井戦太郎、1941年
- 『決戦般若坂』 : 監督佐伯幸三、1942年
- 『維新の曲』 : 監督牛原虚彦、1942年
- 『狐の呉れた赤ん坊』 : 監督丸根賛太郎、1945年
- 『剣難女難 女心伝心の巻』 : 監督加藤泰、1951年
- 『剣難女難 剣光流星の巻』 : 監督加藤泰、1951年
- 『赤穂城』 : 監督萩原遼、1952年
- 『生きる』 : 監督黒澤明、1952年
- 『白鳥の騎士』 : 監督組田彰造、1953年
- 『宮本武蔵』 : 監督稲垣浩、1954年
- 『明治天皇と日露大戦争』 : 監督渡辺邦男、1957年
- 『ひばりの三役 競艶雪之丞変化』 : 監督渡辺邦男、1957年
- 『天皇・皇后と日清戦争』 : 監督並木鏡太郎、1958年
- 忠臣蔵 櫻花の巻・菊花の巻（1959年、東映） - 梶川頼照
- 『水戸黄門 天下の副将軍』 : 監督松田定次、1959年
- 『雪之丞変化』 : 監督マキノ雅弘、1959年
- 『風雲児 織田信長』 : 監督河野寿一、1959年
- 『壮烈新選組 幕末の動乱』 : 監督佐々木康、1960年
- 『富士に立つ若武者』 : 監督沢島忠、1961年
- 『赤穂浪士』 : 監督松田定次、1961年
- 『宮本武蔵』 : 監督内田吐夢、1961年
- 『宮本武蔵 般若坂の決斗』 : 監督内田吐夢、1962年
- 『忍者秘帖 梟の城』  : 監督工藤栄一、1963年
- 『宮本武蔵 二刀流開眼』 : 監督内田吐夢、1963年
- 『十七人の忍者』 : 監督長谷川安人、1963年
- 『十三人の刺客』 : 監督工藤栄一、1963年
- 『武士道残酷物語』: 監督今井正、1963年
- 『真田風雲録』: 監督加藤泰、1963年
- 『幕末残酷物語』: 監督加藤泰、1964年
- 『大阪ど根性物語 どえらい奴』：監督鈴木則文、1965年
- 『日本侠客伝 血斗神田祭り』  : 監督マキノ雅弘、1966年
- 『沓掛時次郎 遊侠一匹』 : 監督加藤泰、1966年
- 『てなもんや東海道』 : 監督松林宗恵、1966年
- 『素浪人 月影兵庫』第11話 : テレビ映画、1967年

## 註
1. 1 2 3  『CD-人物レファレンス事典 日本編』、「阿部九州男」の項、日外アソシエーツ、2004年。
2. 1 2 3 4 5 6 7 8 9  『無声映画俳優名鑑』、無声映画鑑賞会編、マツダ映画社監修、アーバン・コネクションズ、2005年、p.127。
3. 1 2  『講談倶楽部』昭和11年新年号付録、講談社、1936年、「阿部九洲男」の項。
4. 1 2  『無声映画俳優名鑑』、p.176。
5. ↑  御室撮影所、立命館大学、2009年11月9日閲覧。